# Goal-Gradient-Effekt
Der Goal-Gradient-Effekt ist ein aus dem Behaviorismus stammendes Phänomen, bei dem von einer Person mehr Anstrengung ausgeübt wird, um ein Ziel zu erreichen, je näher sich diese Person diesem Ziel befindet. Das bedeutet, dass die Motivation, ein Ziel zu erreichen direkt von der (wahrgenommenen) Distanz zum Ziel abhängig ist und zwar derart, dass diese mit zunehmender (wahrgenommener) Nähe zum Ziel steigt.

## Ursprung
Die Bezeichnung Goal-Gradient-Effekt wurde 1932 erstmals vom Behavioristen Clark L. Hull verwendet und später von Neal E. Miller  weiterentwickelt. Hull beobachtete in Experimenten, dass Ratten zunehmend schneller liefen, je näher sie ihrem Ziel (Futter) am Ende eines Labyrinths kamen. Dafür entwickelte er eine mit elektrischen Kontakten versehene Experimental-Strecke, mit der er genau aufzeichnen konnte, wie viel Zeit die Ratten für das Zurücklegen der einzelnen Bereiche benötigten. In einem anderen Experiment schnallte Judson S. Brown, ein Schüler Millers, im Jahr 1948 Ratten ein spezielles Geschirr an und setzte sie in einen Parcours, an dessen Ende sich Futter befand. Die Ratten wurden an unterschiedlichen Punkten der Strecke gestoppt. Ratten, die sich noch in der Nähe des Anfangs des Weges befanden, zogen kaum an ihrem Geschirr. Je näher sie sich dem Ziel und somit dem Erreichen des Futters befanden, umso stärker zogen sie an ihrem Geschirr, um weiterzulaufen zu können. Näher am Ziel zu sein, verstärkte der Theorie entsprechend ihre Motivation das Ziel zu erreichen.

## Forschung zum Goal-Gradient-Effekt bei Menschen

### Konsumverhalten
Im Jahr 2006 veröffentlichten Kivets, Urminsky und Zheng eine Studie, welche die Wirkung des Goal-Gradient-Effekts in Bezug auf Konsumenten-Belohnungen aufzeigte. Sie beobachteten das Konsumverhalten von Kaffeehaus-Besuchern, die an einer „Kauf 10 Kaffees, bekomme den 11. Kaffee gratis“ – Aktion teilnahmen. Es zeigte sich, dass die Konsumenten öfter und in kürzeren Abständen Kaffee konsumierten, je näher sie dem Gratis-Kaffee kamen. Zusätzlich zeigte sich, dass die Teilnehmer überdurchschnittlich viel Zeit im Gespräch mit den Angestellten verbrachten, sich öfter bei den Angestellten bedankten und öfter Trinkgeld gaben.
Der Goal-Gradient-Effekt tritt sogar auf, wenn die Nähe zum Ziel künstlich erzeugt wird. So kauften Konsumenten, die auf einer 12-Stempel-Kaffee-Karte („Kaufe 12 Kaffees, bekomme den 13. Kaffee gratis“) bereits zu Beginn 2 eingetragene Stempel hatten, in einem kürzeren Zeitraum die benötigten 10 Kaffees, als jene, die eine reguläre 10-Stempel-Kaffee-Karte erhielten. Obwohl die ersten beiden Eintragungen nicht aus eigener Anstrengung erfolgten, erzeugte es dennoch die Illusion einer Annäherung an das Ziel (Gratis-Kaffee).

### Soziale Motivation
In einer Studie aus dem Jahr 2013 zeigten Cryder, Loewenstein und Seltman, dass der Goal-Gradient-Effekt auch Auswirkungen auf soziale Motivation haben kann. Sie konnten zeigen, dass Personen eher bereit waren für karitative Zwecke zu spenden, wenn sich die unterstützte Organisation kurz vor der Erreichung eines Spendenziels befand.